# Jelovo (Oroszország)
Jelovo (oroszul: Елово) falu Oroszország Permi határterületén, a Jelovói járás székhelye.
Lakossága: 5334 fő (a 2010. évi népszámláláskor).

## Fekvése
A Permi határterület délnyugati részén, Permtől kb. 200 km-re, a Kámán létesített Votkinszki-víztározó bal partján terül el. A legközelebbi város a kb. 40 km-re lévő Osza, a legközelebbi vasútállomás Kujeda (kb. 70 km), a Jekatyerinburgba vezető vasúti fővonalon.  

## Története
Írott forrás először 1646-ban említi. Kikötője a 19-20. század fordulóján nagy átrakodó állomás volt. A Votkinszki-víztározó feltöltésekor a falu régi épületeinek egy része víz alá került. 1962–1971 között 258 házát új helyre költöztették. 
1974 végén vaj- és sajtgyártó kombinát kezdte meg működését, mely az Urál vidékének egyik legnagyobb ilyen létesítménye lett. 2005-re a kombinátra alapított „Jelovszkij” gazdasági társaság helyzete megrendült. 2007-ben a cég megszűnt.